# 珀蒂特方丹
珀蒂特方丹（法語：Petitefontaine，法語發音：[pətitfɔ̃tɛn]；含义均为“小泉”）是法国勃艮第-弗朗什-孔泰大区贝尔福地区省的一个市镇，位于该省东北部，属于贝尔福区。

## 地理
珀蒂特方丹（47°43'17"N, 7°0'28"E）面积3.13 平方千米，位于法国勃艮第-弗朗什-孔泰大區贝尔福地区省，该省份为法国东北部内陆省份，东临上莱茵省，北起孚日省，西接上索恩省，南与杜省和瑞士接壤。
与珀蒂特方丹接壤的市镇（或旧市镇、城区）包括：拉沙佩勒苏鲁日蒙、上苏尔茨巴克、弗隆、勒瓦勒、罗马尼苏鲁日蒙。

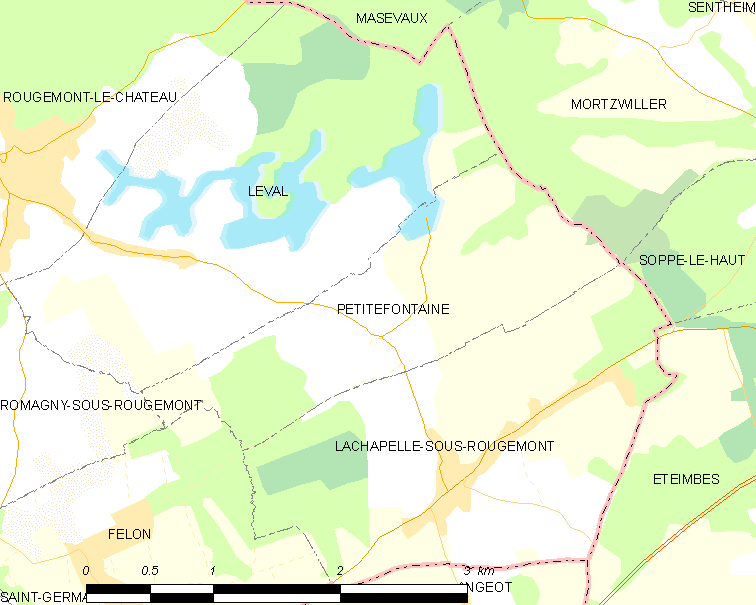
珀蒂特方丹的OSM定位图

珀蒂特方丹的时区为UTC+01:00、UTC+02:00（夏令时）。

## 行政
珀蒂特方丹的邮政编码为90360，INSEE市镇编码为90078。

## 政治
珀蒂特方丹所属的省级选区为日罗马尼县。

## 人口

1962-2008年间珀蒂特方丹人口变化图示

珀蒂特方丹于2022年1月1日时的人口数量为192人。